# 2008年11月

## 11月29日
- 尼日利亚高原州首府乔斯自28日因地方选举争端引发了基督徒和穆斯林之间的大规模骚乱，已造成至少300人死亡，乔斯市政府宣布全城戒严。国际在线（页面存档备份，存于）

## 11月28日
- 中国首架自主知识产权新支线飞机ARJ21-700在上海首飞成功。新华网（页面存档备份，存于）
- 恢复通车不足一年的朝鲜半岛京义线铁路列车无限期停止运行。BBC中文网（页面存档备份，存于）

## 11月27日
- 台北看守所證實，因國務機要費等案被羈押禁見的中華民國前總統陳水扁停止長達15天的絕食，晚上吃了稀飯和蛋。明報即時新聞 （页面存档备份，存于）
- 泰国总理颂猜宣布在被人民民主联盟支持者占领的曼谷素万那普国际机场和廊曼国际机场实行紧急状态。新华网（页面存档备份，存于）

## 11月26日
- 印度孟买希瓦吉火车站、泰姬陵酒店等至少10处地方发生连环恐怖袭击事件，导致至少125人死亡，327人受伤。印度時報（页面存档备份，存于）新华网 Archive.today的存檔，存档日期2013-04-28新华网（页面存档备份，存于）
- 世界上最大的島嶼格陵蘭逾75%人民在公投中贊成自治，為該島脫離丹麥獨立跨出第一步。BBC（页面存档备份，存于）

## 11月25日
- 泰国人民民主联盟在首都曼谷素万那普国际机场举行反政府集会，要求总理颂猜下台，素万那普国际机场被迫关闭。新华网（页面存档备份，存于）

## 11月24日
- 巴勒斯坦伊斯兰抵抗运动在加沙地带宣布拒绝接受阿巴斯为巴勒斯坦国总统。新华网 Archive.today的存檔，存档日期2013-04-28
- 巴西南部持续多日的暴雨引发泥石流和洪水，造成至少59人死亡，4.3万多人无家可归，受灾最严重的圣卡塔琳娜州宣布进入紧急状态。路透社

## 11月23日
- 哥伦比亚南部的胡伊拉火山自20日开始喷发，融化的雪水引发泥石流，已造成至少10人死亡，1.2万人紧急撤离。中国新闻网（页面存档备份，存于）
- 几内亚比绍总统维埃拉位于首都比绍的住宅遭到该国兵变军人的射击，导致至少1人死亡。新华网 Archive.today的存檔，存档日期2013-04-28
- 巴勒斯坦解放组织中央委员会在拉姆安拉举行会议上选举阿巴斯为巴勒斯坦国总统。新华网（页面存档备份，存于）
- 美国财政部、美联储和美国联邦储蓄保险公司联合宣布，将向花旗集团再次注资200亿美元，并为其高达3060亿美元的问题资产提供担保。新华网

## 11月22日
- 亚太经济合作组织第十六次领导人非正式会议在秘鲁首都利马召开，本次会议将主要讨论世界经济金融形势、支持世界贸易组织多哈回合谈判等议题。新华网（页面存档备份，存于）

## 11月21日
- 海洋绿洲号邮轮（MS Oasis of the Seas）在芬兰图尔库下水，排水量达到22.5万吨，将超越海洋自由号邮轮成为世界排水量最大的邮轮。新华网（页面存档备份，存于）国际在线（页面存档备份，存于）

## 11月20日
- 2008年美國總統選舉：共和黨總統候選人約翰·麥凱恩以3,902票之差，取得密蘇里州的11張選舉人票，但已不足以挽回敗局。這是自1904年以來第二次有當選總統未有取得該州的選舉人票。CNN（页面存档备份，存于）

## 11月19日
- 尼泊爾最高法院裁定，承認公民在境外舉行的同性婚禮有效。印度斯坦時報
- 英国《柳叶刀》杂志报道，欧洲多国医学专家在6月份为一名西班牙女患者做了气管移植手术，成为世界首例成功用患者自身干细胞培植的器官进行移植的病例。新华网 Archive.today的存檔，存档日期2013-04-28
- 在刚果民主共和国北基伍省与政府军交战的恩孔达率领的反政府武装从部分战斗区域主动撤退，并要求联合国接管该武装撤退的区域。新华网 Archive.today的存檔，存档日期2013-04-28
- 澳大利亚和新西兰的科学家宣布，在对黄眼企鹅进行研究时，从企鹅化石中识别出500年前已灭绝的一个企鹅品种怀塔哈企鹅。科技日报[]

## 11月18日
- 中華民國行政院宣布將於2009年春節前發放給每位國民新臺幣3600元的消費券。聯合新聞網

## 11月17日
- 流亡海外的西藏人在西藏流亡政府的所在地、印度的達蘭薩拉召開為期一周的會議，商討未來的行動策略。第十四世達賴喇嘛並沒有出席。自由時報[]
- 美国雅虎公司的首席执行官杨致远宣布将辞去首席执行官一职，此前雅虎公司遭遇了拒绝微软公司的收购方案和与google公司的合作受挫等打击。新华网（页面存档备份，存于）

## 11月16日
- 當選美國總統的巴拉克·奧巴馬辭去參議員一職。華盛頓郵報[]
- 美国国家航空航天局奋进号航天飞机飞抵国际空间站，并与空间站和谐号连接舱对接。新华网

## 11月15日
- 20國集團领导人金融峰会在美國首都華盛頓举行，商討共同應对国际金融危機。BBC（页面存档备份，存于）
- 可载200万桶石油、载有25名船员的沙特阿拉伯天狼星号油轮在肯尼亚近海被索马里海盗劫持。新华网（页面存档备份，存于）

## 11月14日
- 印度首颗绕月探测器月船1号释出一枚镌有印度国旗图案的撞击探测器，成功触击月球表面，使印度国旗图案出现在月表。新华网（页面存档备份，存于）

## 11月13日
- 美国天文学家在《科学》杂志上发表文章，称用天文望远镜首次拍摄到太阳系外行星的照片，包括恒星HR 8799的三颗行星，和恒星北落师门星的一颗行星。新华网（页面存档备份，存于）

## 11月12日
- 中華民國前總統陳水扁因國務機要費案、洗钱案等案件遭台北地方法院裁定收押禁見。聯合新聞網
- 朝鲜军方正式通知韩国军方，将从12月1日起采取严格管理措施，关闭所有途经朝鲜半岛军事分界线的陆上通道。新华网（页面存档备份，存于）
- 苏丹总统巴希尔宣布，政府军在西部达尔富尔地区立即无条件停火，并要求当地民兵立即解除武装。新华网 Archive.today的存檔，存档日期2013-04-28

## 11月11日
- 中華民國前總統陳水扁因國務機要費案、洗钱案等案件接受最高法院检察署特偵組第5次訊問，后被特偵組向台北地方法院聲請羈押。聯合新聞網
- 埃及最高文物委员会主席哈瓦斯宣布在首都开罗南郊发现第118座古埃及金字塔，该金字塔建于4300年前，其主人是埃及第六王朝法老泰蒂的母亲赛西西特。新华网（页面存档备份，存于）

## 11月10日
- 2008年京都奖（奖金50万美元）授予计算机科学家理查德·卡普（Richard Karp）、哲学家查尔斯·泰勒（Charles Taylor）和分子生物学家安东尼·鲍森（Anthony Pawson）。美联社[]

## 11月9日
- 印尼當局處決了策劃2002年巴厘島爆炸案的三名主犯。路透社（页面存档备份，存于）
- 中国国务院常务会议在11月5日通过的扩大内需十项措施发布，计划在2年内投资4万亿元人民币，以抵御国际金融危机对中国的不利影响。新华网（页面存档备份，存于）BBC中文网（页面存档备份，存于）

## 11月8日
- 俄罗斯太平洋舰队阿库拉II型攻击性核潜艇“猎豹号”（K-335）在太平洋日本海进行例行试验时，因消防系统出现故障而引发事故，造成至少20人死亡，21人受伤。路透社（页面存档备份，存于）新华网（页面存档备份，存于）凤凰网（页面存档备份，存于）
- 新西兰国家党在当天举行的议会选举中击败执政党工党，其领导人约翰·基将出任新一届联合政府的总理。新华网（页面存档备份，存于）
- 印度空间研究组织首颗绕月探测器月船1号进入绕月轨道飞行。新华网 Archive.today的存檔，存档日期2013-04-28

## 11月7日
- 海地首都太子港郊外一所学校的三层教学楼发生坍塌事故，造成至少92人死亡、150人受伤。新华网新华网（页面存档备份，存于）
- 美國失業率創14年新高。英國廣播公司（页面存档备份，存于）

## 11月6日
- 不丹旺楚克王朝第五代国王吉格梅·凯萨尔·纳姆耶尔·旺楚克在首都廷布举行加冕典礼，成为当今世界最年轻的国王。新华网（页面存档备份，存于）
- 欧洲展开新一轮降息，欧洲央行、英格兰银行和瑞士国家银行分别降息0.5，1.5和0.5个百分点，以刺激经济增长。英国央行利率达半个世纪来最低。新华网（页面存档备份，存于） BBC中文网（页面存档备份，存于）

## 11月5日
- 越南北部和中部遭遇35年不遇的持续暴雨所引发的洪水，已造成至少92人死亡。中国新闻网
- 俄羅斯總統梅德韋傑夫在國情諮文建議延長總統任期至六年。紐約時報（页面存档备份，存于）

## 11月4日
- 在美國加州東部內華達山脈被發現的人體殘肢經DNA檢定，證實是年前失蹤的富商史提夫·福塞特。CNN（页面存档备份，存于）
- 中国大陆海协会会长陈云林与台湾海基会董事长江丙坤在台北举行正式会谈，就两岸海运直航、平日包机、邮政、食品安全等四项议题签署了协议。新华网（页面存档备份，存于）
- 在2008年美国总统选举中，民主党候选人奥巴马赢得选举人团多数票，击败共和党候选人麦凯恩，将成为第44任美国总统。新华网（页面存档备份，存于）
- 一架小型飞机在墨西哥首都墨西哥城坠毁，包括内政部部长莫里尼奥在内的机上8人全部遇难。新华网（页面存档备份，存于）

## 11月3日
- 中國大陸海協會會長陳雲林抵达台北，將與台湾海基會董事長江丙坤進行會談。自由時報[]

## 11月2日
- 赞比亚代总统、执政党多党民主运动候选人鲁皮亚·班达赢得10月30日举行的总统补选，将成为新一任总统。新华网（页面存档备份，存于）
- 雪铁龙车队法国车手勒布在日本站的比赛中提前赢得2008年世界汽车拉力赛总冠军，成为首个连续五年赢得该赛事总冠军的车手。新华网
- 迈凯伦车队英国车手汉密尔顿在巴西大奖赛结束后，获得2008年世界一级方程式锦标赛总冠军。新华网（页面存档备份，存于）

## 11月1日
- 越南北部遭遇35年來最大暴雨，至少24人死亡。BBC（页面存档备份，存于）
- 10月18日在苏丹西南部遭到绑架的中国石油工人中的最后一人已证实遇害。此次遭到绑架的中国石油工人一共有九名，其中五人确认死亡，四人获救。 BBC中文网（页面存档备份，存于）